# MBN 뉴스파노라마
《MBN 뉴스파노라마》는 대한민국에서 방송하는 매일경제TV MBN의 아침종합뉴스 프로그램이다.

## 방송 시간
| 방송 채널      | 프로그램         | 방송 기간                         | 방송 시간                                | 방송 분량  |
| -------------- | ---------------- | --------------------------------- | ---------------------------------------- | ---------- |
| 매일경제TV MBN | MBN 뉴스파노라마 | 2002년 5월 13일 ~ 2002년 11월 1일 | 매주 월요일 ~ 금요일 아침 5시 30분 ~ 7시 | 1시간 30분 |
| 매일경제TV MBN | MBN 뉴스파노라마 | 2002년 11월 4일 ~ 2003년 2월 14일 | 매주 월요일 ~ 금요일 아침 5시 30분 ~ 7시 | 1시간 30분 |
| 매일경제TV MBN | MBN 뉴스파노라마 | 2003년 2월 17일 ~ 2003년 8월 22일 | 매주 월요일 ~ 금요일 아침 5시 30분 ~ 8시 | 2시간 40분 |
| 매일경제TV MBN | MBN 뉴스파노라마 | 2003년 8월 25일 ~ 2004년 3월 19일 | 매주 월요일 ~ 금요일 아침 5시 ~ 8시      | 180분      |
| 매일경제TV MBN | MBN 뉴스파노라마 | 2004년 3월 22일 ~ 2007년 3월 9일  | 매주 월요일 ~ 금요일 아침 5시 ~ 7시      | 120분      |

## 앵커
- 김상협, 김채연 앵커 (2002년 5월 13일 ~ 2003년 2월 14일)
- 1부 윤성은 기자 (2003년 2월 17일 ~ 2005년 4월 29일)
- 2부 ~ 5부 박종진 정경부 기자, 송선경 앵커 (2003년 2월 17일 ~ 2005년 4월 29일)
- 윤희정 앵커 (2005년 5월 2일 ~ 2007년 3월 9일)

## 코너소개
- 뉴욕증시
- US-closing bell
- 생활경제
- 알뜰재테크
- 주요뉴스
- 국제뉴스
- 경제뉴스
- 오늘의 날씨
- 클로징